# Maria Vos
Maria Vos (Amsterdam, 21 december 1824 – Oosterbeek, 11 januari 1906) was een Nederlandse kunstschilderes. 

## Leven en werk
Vos werd in 1824 in Amsterdam geboren als dochter van de makelaar Gerrit Vos en Gerarda Bouwmeester. Zij kreeg onder meer tekenles van Christiaan Andriessen en schilderles van Petrus Kiers. In 1847 werd zij erelid van de Koninklijke Academie voor Beeldende Kunsten in Amsterdam. Tot 1853 was Vos werkzaam als schilderes in Amsterdam. In 1853 verhuisde zij naar Oosterbeek, waar zij een schildersatelier huurde. Zij behoorde tot de zogenaamde groep van het Hollandse Barbizon. In Amsterdam had zij de schilderes Adriana Johanna Haanen - schoonzus van haar leermeester Petrus Kiers - leren kennen. Haanen besloot rond 1863 om zich eveneens in Oosterbeek te vestigen, bij haar partner Vos. In 1870 gaven zij de opdracht om villa Grada te bouwen, waar zij gingen wonen en werken. Vos en Haanen gaven daar ook schilder- en tekenlessen. Hoewel Vos bekendstaat als een schilderes van stillevens heeft zij ook portretten, landschappen en stadsgezichten geschilderd. Van haar woonplaats Oosterbeek maakte zij veertien aquarellen. Werk van Vos werd regelmatig geëxposeerd onder andere in Amsterdam, Antwerpen, Arnhem, Brussel en Philadelphia.
Vos overleed in januari 1906 op 81-jarige leeftijd in haar woonplaats Oosterbeek. Zij werd begraven op de Nieuwe Begraafplaats aldaar.
In 1973 en in 2002 werden er tentoonstellingen van haar werk gehouden respectievelijk in het Stedelijk Museum Zutphen en in het Historisch Museum Arnhem. Werk van Vos bevindt zich onder meer in de collecties van het Rijksmuseum Amsterdam, het Historisch Museum Arnhem, het Museum Veluwezoom, Kasteel Duivenvoorde en van de American Art Association in New York.

## Literatuur

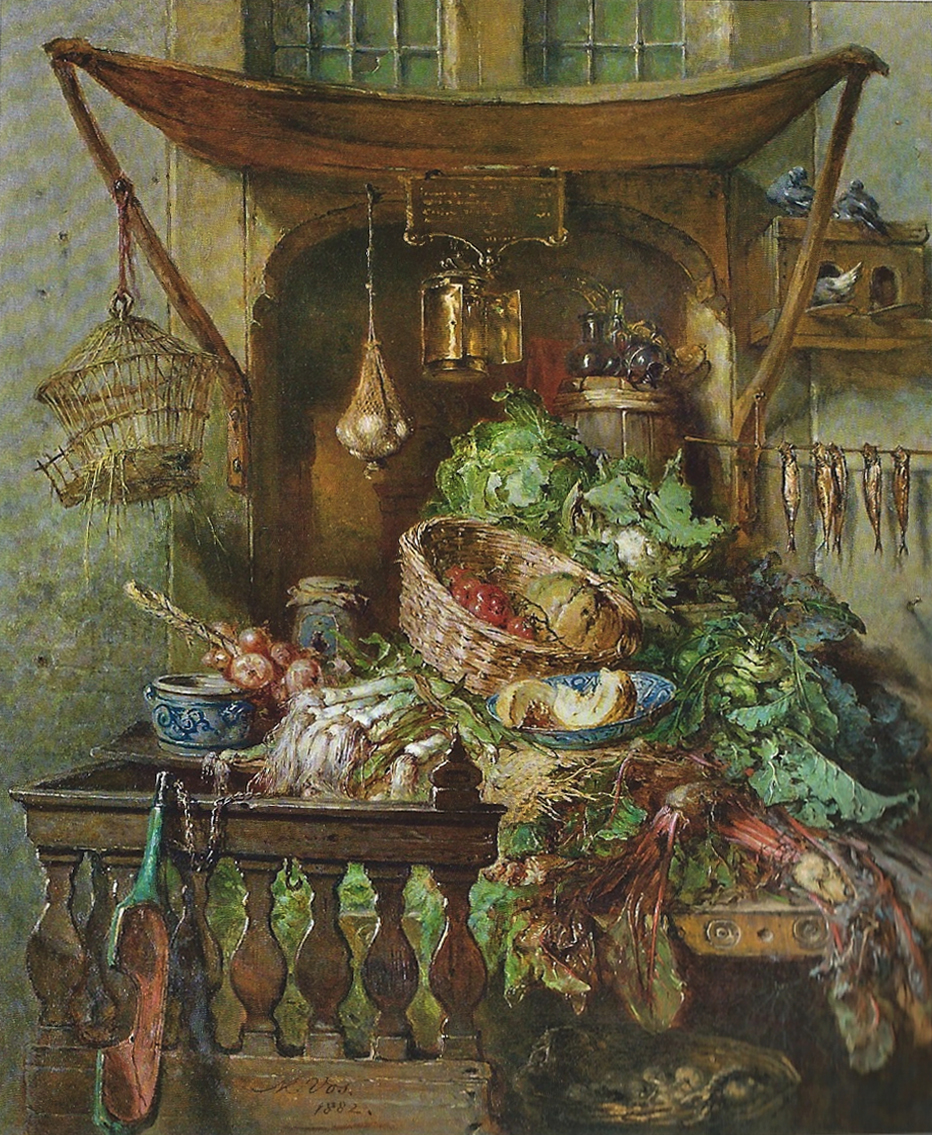
Groentestal (1882)
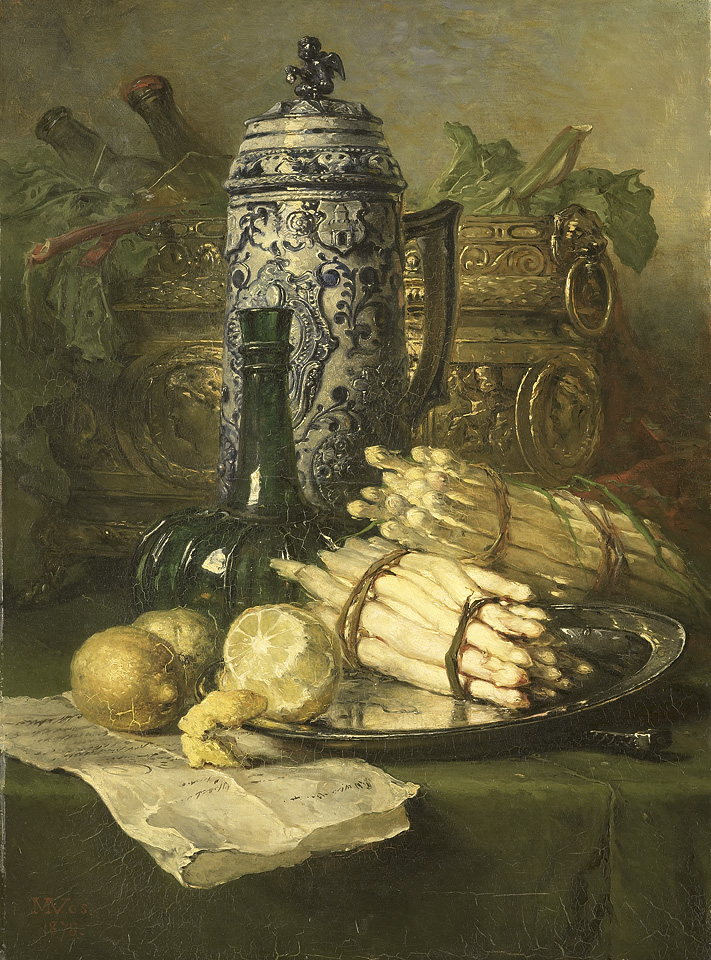
Stilleven (1878)